# جزيرة بيتينغان
جزيرة بيتينغان وهي جزيرة من جزر إندونيسيا، وتقع في إقليم بنتن.